# 清淵県
清淵県（せいえん-けん）は中華人民共和国山東省にかつて存在した県。現在の聊城市冠県北東部に相当する。
前漢により現在の河北省邯鄲市館陶県北西部に設置された。南北朝時代、北魏により山東省聊城市冠県に県治が遷された。唐代に廃止されている。